# Atlantic College
 (août 2018).
Le contenu est difficilement compréhensible vu les erreurs de traduction, qui sont peut-être dues à l'utilisation d'un logiciel de traduction automatique.
UWC Atlantic College (aussi connu sous le nom de United World College of the Atlantic ou Atlantic College et souvent abrégé en UWCAC ou AC par ses étudiants et par le personnel), est un collège indépendant (privé) s'inscrivant dans le programme de Baccalauréat international indépendant (privé) et résidentiel, installé dans le château de Saint-Donat, dans le Vale of Glamorgan, dans le sud du Pays de Galles.
Fondé en 1962, il a été le premier de la United World Colleges et a été parmi les premières institutions éducatives dans le monde de suivre un programme international d'études. Il est connu pour son éducation libérale, progressiste et radicale, son éthique et son fort accent mis sur la durabilité locale et globale. Il est fréquenté par environ 350 étudiants originaires de plus de 90 pays, dont la majorité sont sélectionnés par le biais des « Comités Nationaux » qui les aident à financer leur éducation. Environ 60 % des étudiants reçoivent une forme d'aide financière. En plus de l'organisation du Baccalauréat International du curriculum, le Collège place le service à la communauté au cœur de la formation.

## Historique
Il a été fondé par le pédagogue allemand Kurt Hahn, qui avait déjà fondé la Gordonstoun School en Écosse et la Schule Schloss Salem en Allemagne. Hahn a fondé ses institutions comme une réponse pratique à la recherche de solutions nouvelles et pacifiques dans un monde d'après-guerre déchiré par les divisions politiques, raciales et économiques.
Hahn avait été invité à s'adresser au Collège de défense de l'OTAN, où il put constater que d'anciens ennemis de plusieurs nations pouvaient travailler ensemble vers un objectif commun. Avec certains de ses collègues, Hahn s'est rendu compte que beaucoup plus pourrait être fait pour surmonter l'hostilité de la Guerre Froide si les jeunes de différents pays pouvaient être regroupés de manière similaire. Il imagina un collège pour des élèves déjà bien ancrés dans leur propre culture, mais encore assez malléables pour pouvoir apprendre des autres. Venus de tous les pays, les étudiants seraient sélectionnés uniquement sur leur mérite et leur potentiel, indépendamment de race, religion, nationalité ou arrière-plan.
L'Atlantic College a été salué par le Times comme l’« expérience la plus excitante dans le secteur de l'éducation depuis la Seconde Guerre mondiale ». Le Collège a été le fruit de la vision de Kurt Hahn et du travail de personnes comme le premier directeur, le contre-Amiral Desmond Hoare ou d'Antonin Besse, qui a fait don du Château de Saint Donat's pour y établir l'école, et le Maréchal de l'Air Sir Lawrance Darvall. Robert Blackburn a également joué un rôle important en tant que directeur adjoint et directeur des études.
En 1967, Lord Mountbatten de Birmanie, devient Président de l'organisation et le titre de United World Colleges apparaît. Mountbatten était un fervent partisan de l'UWC et a poussé les chefs d'État, des hommes politiques et des personnalités à travers le monde à partager son intérêt. Il a été personnellement impliqué dans la création du deuxième UWC – le Collège du Monde uni de l'Asie du Sud-Est – à Singapour. Un autre Collège fut fondé en 1974. Le Prix Nobel de la Paix et ancien Premier Ministre du Canada Lester Pearson avait imaginé la création d'une institution comme le Collège de l'Atlantique au Canada et il est donc normal que le Lester B Pearson United World College of the Pacific est devenu la mémoire vivante de son chef de file respecté.
En 1978, Mountbatten transmet la présidence à son petit-neveu, Charles de Galles futur Charles III. Nelson Mandela fut le président du collège jusqu'à sa mort en 2013. La reine Élisabeth II du Royaume-Uni en était le patron de 1967 jusqu'à sa mort en 2022.
L'actuelle présidente de l'Atlantic College est la reine Noor de Jordanie.

## Collège
La mission du collège est de « faire de l'éducation une force pour unir les gens, les nations et les cultures en vue de la paix et d'un avenir durable »[réf. nécessaire].
Des étudiants de plus de 90 pays participent au sein de l'Atlantic College à un rigoureux programme de deux ans dans lequel ils combinent des études universitaires avec des activités et des services. L'Admission et les bourses d'études, sont décidées par les comités UWC nationaux à travers le monde, ces comités envoient également des élèves vers les autres Collèges UWC.

## Activités et services
Au début des deux années, les étudiants sont tenus de choisir un service qu'ils accomplissent au moins quatre heures par semaine pour la durée de leur séjour au collège. Différentes possibilités s'offrent à eux : maniement des bateaux de sauvetage fabriqués au collège, travail à la ferme biologique du Collège, participation à la thérapie musicale pour des patients atteints de démence, activités avec des enfants handicapés. Les étudiants ont le choix entre quatre facultés au sein desquelles ils accomplissent leur service. La Faculté Environnement inclut de travailler dans les jardins de la cuisine du collège. La Faculté Justice sociale permet de travailler avec des réfugiés à Cardiff. La Faculté Extérieur inclut des séances de natation avec enfants et le programme de sauvetage. La Faculté Global permet aux élèves de se pencher sur des problèmes d'importance globale.

## La construction de bateaux
Le Collège a une forte tradition de conception et de construction de bateaux. Il existe une station de sauvetage avec canot sur le territoire du collège et le bateau de classe 75 est manié par le personnel et les étudiants du collège. Une grande partie de l'élaboration des embarcations de sauvetages de classe Atlantic 21, 75 et 85 a eu lieu ici. Les bateaux-écoles sont toujours construits sur place par les élèves et sont régulièrement utilisés dans la pratique et de la formation des équipages de la station de sauvetage.

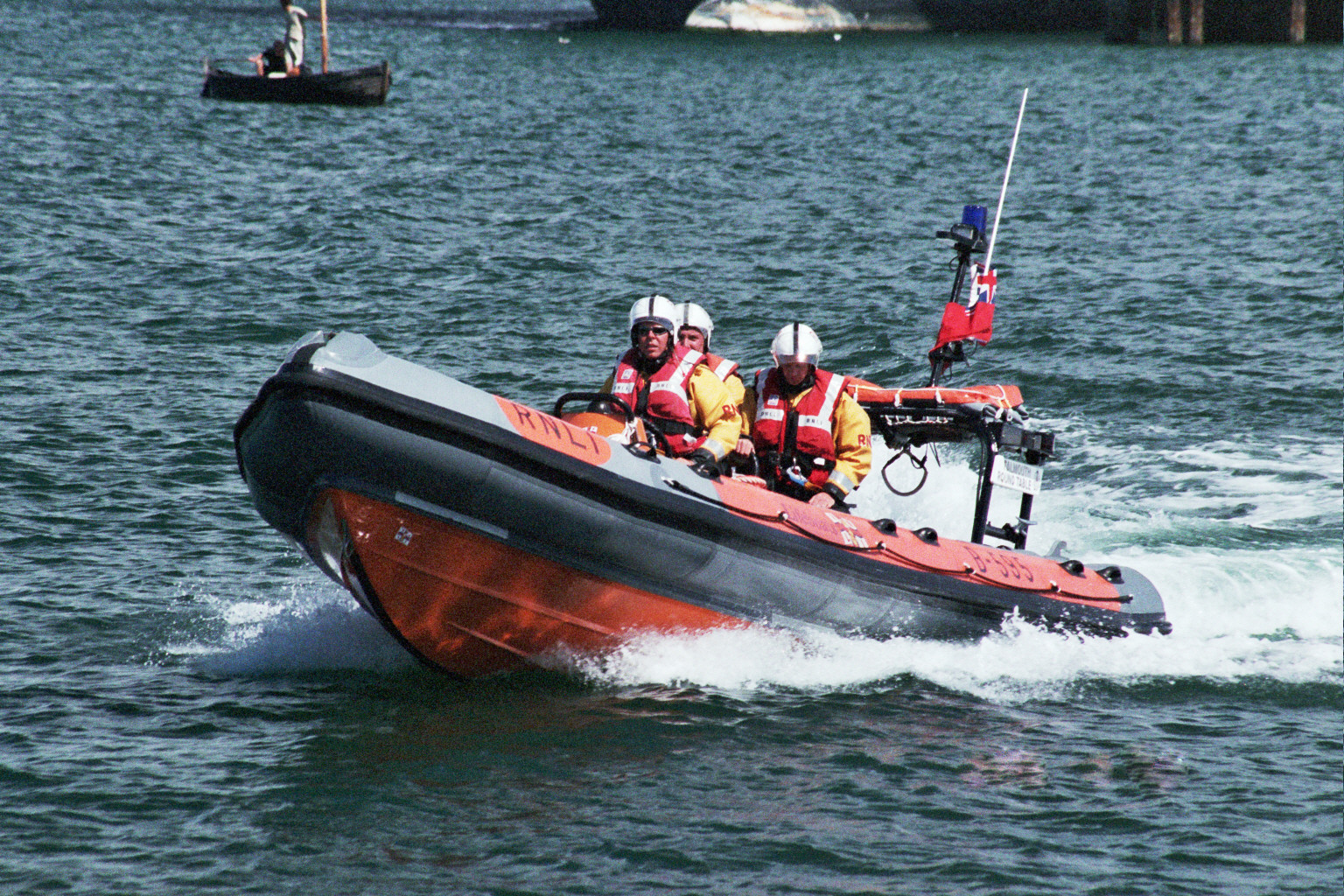
De l'Atlantique de la classe 21.

Ce qui allait devenir le bateau de sauvetage côtier le plus largement utilisé au monde, le bateau semi-rigide a été imaginé, conçu et construit au Collège sous l’impulsion de son fondateur, le contre-Amiral Desmond Hoare. Le bateau Atlantic de sauvetage côtier de classe B a été nommé ainsi par la RNLI d’après son lieu de naissance. On a souvent affirmé que si le collège avait reçu des droits sur chaque bateau, son fonds d’étude n’aurait jamais eu à regarder à la dépense. Desmond Hoare a fait breveter la conception du bateau en 1973 et a cédé las droits à la RNLI pour une somme symbolique d’une livre. Il n’a d’ailleurs pas encaissé le chèque.
David Sutcliffe, un membre fondateur du personnel de l'Atlantic College en 1962, a publié The RIB The Rigid-Hulled Inflatable Lifeboat and its Place of Birth The Atlantic College en 2010, un livre qui raconte l'histoire de la création du RIB (bateau gonflable rigide).
En 2014, le collège a participé à la conception d'un nouveau bateau en collaboration avec des entreprises au Japon, pour aider à la suite d'un tsunami.

## Terrains et installations

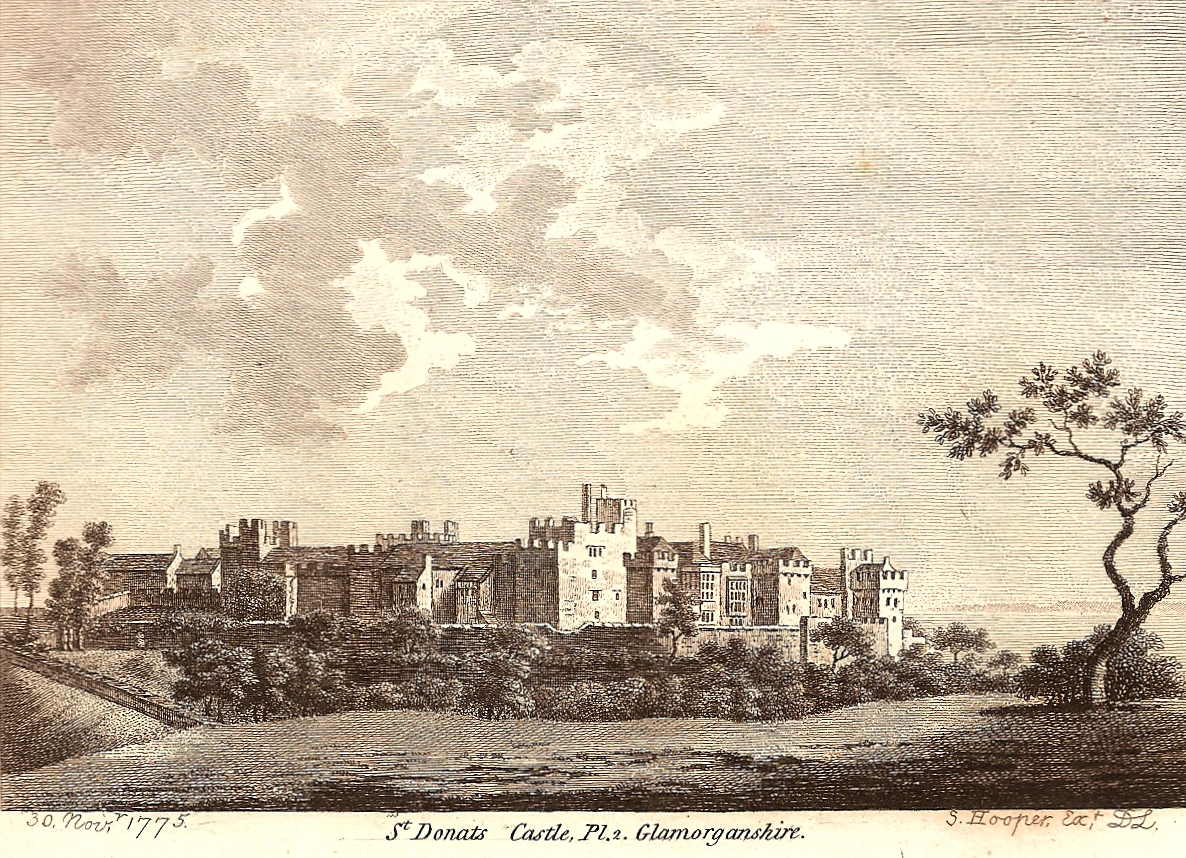
Le château de St Donat en 1775.

L'Atlantic College est logé au Saint-Donat Château, un château du XIIe siècle situé près de la ville de Llantwit Major sur la côte sud du pays de Galles, surplombant le Canal de Bristol. Le château a été continuellement habité depuis sa construction. Le vaste terrain comprend également l'église Saint Donat du XIIe siècle et des jardins historique en terrasse, ainsi que des réserves boisées, des terres agricoles et du littoral à préserver. Le St Donat Château est le bâtiment principal du Collège. Il comprend une grande salle de Tudor, une salle à manger de style gothique, la salle Bradenstoke qui est utilisée pour les rassemblements et des représentations, une bibliothèque de plus de 25 000 livres, des bureaux pour le personnel, des zones pour les étudiants, certains départements comme l'histoire, l'économie et l'épistémologie.
Les étudiants vivent dans sept bâtiments modernes nommés d'après les anciens royaumes gallois ou des bienfaiteurs du collège: Pentti Kouri — Morgannwg — Powys — Whitaker — Gwynedd — Tice — Sunley.
Les cours ont lieu dans des blocs modernes construits dans les années 1960 et 1980, des bâtiments médiévaux reconvertis et au château. La grange aux dîmes du XIIe siècle abrite un gymnase et les activités sociales. La grange est utilisée par le Collège et ouvert au public en tant que théâtre, centre d'art et cinéma. Ce bâtiment et son annexe vitrée conçue par l'architecte local Chris Loyn a fait l'objet de nombreuses éloges venant du monde de l'architecture[réf. nécessaire] au Royaume-Uni et des associations de conservation du patrimoine. Le collège possède des terrains de sport, des courts de tennis, une piscine intérieure et extérieure. Il dispose de matériel de surf, de sauvetage, des kayaks, des bateaux à voile de la RNLI. Il peut également profiter d'une falaise adaptée pour l'escalade et la pratique du sauvetage.
En 2004, le collège a installé un système de chauffage à biomasse neutre en carbone pour remplacer un système au mazout. Il fonctionne à base de copeaux de bois de la biomasse de source locale, et fait du campus le plus grand site au Royaume-Uni à se chauffer ainsi.
La plus ancienne maison d'étudiants construite, Pentti Kouri (anciennement Dyfed), a été rénovée en automne 2008 et inclut maintenant des nouvelles technologies telles que le chauffage géothermique et un système de surveillance de la consommation d'énergie qui permet de diminuer l'impact sur l'environnement. Si cette rénovation permet une réduction de l'impact environnement, d'autres maisons pourraient être rénovées au cours des années suivantes.

## Les universitaires
C'est l'un des premiers collèges dans le monde et le premier au Royaume-Uni à suivre un programme d'études international. L'Atlantic College continue de montrer la voie en découvrant de nouvelles options pour le vaste Programme du Diplôme du Baccalauréat International (IB, International Baccalaureate),. Depuis 1972, le seul programme d'études a été l'IB, avec les premiers étudiants à étudier uniquement pour l'IB entrés au Collège en 1971. Le Collège a été influent dans la création de l'organisation du Baccalauréat International et continue d'être activement impliqué dans son développement.
Les diplômés de l'IB sont généralement acceptées dans les collèges et les universités les plus compétitifs à travers le monde, avec de nombreux inscrits dans de prestigieuses universités des États-Unis ainsi que dans les universités britanniques. Les étudiants du collège sont admissibles, après l'obtention du diplôme, de participer à l'entreprise de Davis United World College Scholars Program, qui finance des études de premier cycle (selon besoin) pour les étudiants de certaines universités UWC aux États-Unis. Malgré cela, le but est que les élèves retournent dans leurs communautés ou leurs régions après la fin de leurs études, afin de permettre et d'encourager le développement économique et social partout dans le monde et à travers les sociétés, plutôt que d'enlever ceux qui peuvent le mieux faciliter le changement de ces régions.
La classe de 2008 ont été sur le plan scolaire au collège, la meilleure l'année dans ses 46 ans d'histoire[réf. nécessaire]. Soixante-six étudiants, soit presque la moitié de la classe comptant 163 élèves, a reçu un total de 151 acceptations inconditionnelles au meilleures universités des États-Unis, et 13 étudiants ont reçu une acceptation conditionnelle pour étudier à Oxbridge.
Parmi les offres, il y avait 21 acceptations d'universités appartenant à l'Ivy League telles que Harvard, Columbia, Yale, Cornell et Princeton.

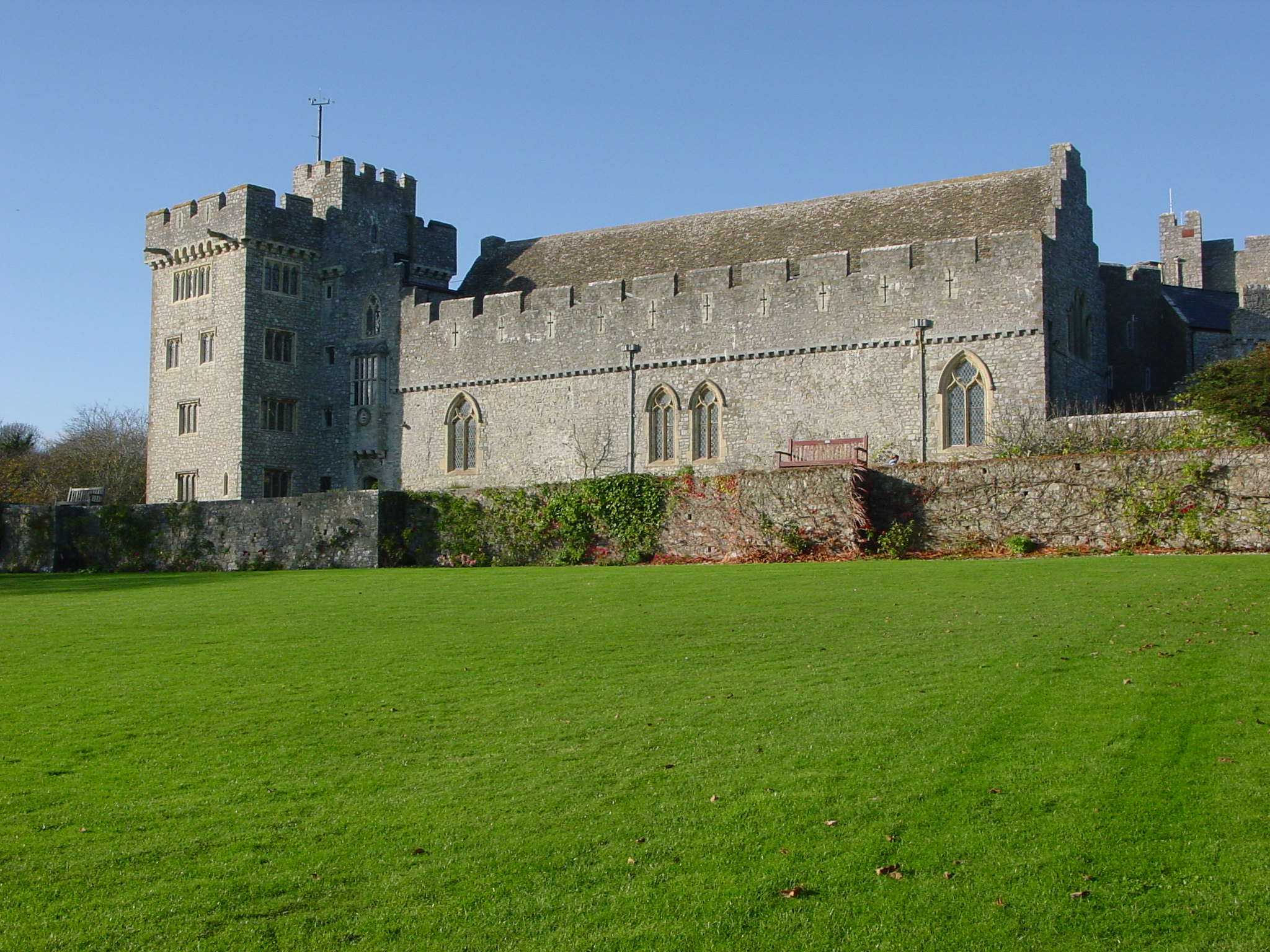
Milieu de la Pelouse à St Donat Château.

## Anciens élèves

### Personnalités royales / aristocrates
- Willem-Alexander (1967-), prince puis roi des Pays-Bas[12]
- Raiyah bint Al Hussein (1986-), princesse de Jordanie, fille du roi Hussein
- Élisabeth de Belgique (2001-), duchesse de Brabant (princesse héritière de Belgique), fille aînée du roi Philippe[13]
- Alexia des Pays-Bas (2005-), princesse des Pays-Bas, fille du roi Willem-Alexander
- Leonor de Borbón y Ortiz (2005-), princesse des Asturies (princesse héritière d'Espagne), fille aînée du roi Felipe VI
- Sofía de Borbón y Ortiz (2007-), infante d'Espagne, fille cadette du roi Felipe VI

### Personnalités
- David Christian (1946-), historien américain[14]
- Henry Bromell (1947-2013), romancier américain, scénariste et réalisateur
- Sir Howard Newby (en) (1947-), vice-chancelier de l’Université de Liverpool, ancien vice-chancelier UWE, ancien vice-chancelier de l'Université de Southampton[15]
- Malcolm Dixelius (en) (1948-), journaliste suédois, documentariste et expert sur la Russie
- Pentti Kouri (en) (1949-2009), économiste finlandais[16]
- Marjan Šetinc (en) (1949-), homme politique et diplomate slovène
- David Ceperley (en) (1949-), physicien
- Eyal Ofer (en) (1950-)
- Wang Guangya (en) (1950-), diplomate chinois
- Jorma Ollila (1950-), entrepreneur finlandais, ancien CEO de Nokia, actuel président non-exécutif de Shell (entreprise) et Nokia[17].
- Seppo Honkapohja (1951-), membre du conseil d'administration de la Banque de Finlande, ancien professeur de Macroéconomie à l'Université de Cambridge[18],[19].
- Chris Morgan (1952-2008), journaliste gallois[20].
- Carole Corbeil (1952-2000), écrivain canadienne
- Mónica Mayer (1954-), artiste mexicaine
- Edoardo Agnelli (1954-2000), héritier de Fiat.
- Kari Blackburn (1954-2007), journaliste à la BBC[21].
- Aernout van Lynden (1954-), correspondant de guerre et journaliste au Moyen-Orient.
- Tarek Ben Halim (1955-2009), banquier et fondateur d'Alfanar, premier charity-business du monde arabe.
- Hakeem Bello-Osagie (1955-), président de United Bank for Africa[22]
- Spyros Niarchos (1955-), armateur grec
- David Voas (1955-), professeur de démographie
- Fernando Alonso (1956-), ingénieur, chef de la division test d'Airbus (membre du premier équipage de l'A380)[23].
- Charles Kuta (1956-), ingénieur informaticien américain et cofondateur de Silicon Graphics.
- Priscilla Rattazzi-Whittle (1956-), auteur et président du College's US Foundation.
- Jonathan Michie (1957-), directeur du département de formation continue et président du Kellogg College, Université d'Oxford et fondateur du Manchester United supporters' trust[24].
- Olivia Bloomfield, baronne Bloomfield of Hinton Waldrish (1960-), paire britannique et membre de la Chambre des Lords
- Jamal Mahjoub (1960-), écrivain
- Isabelle Delfau (1961-2000) énarque, Ministère de la Défense (Direction des Affaires stratégiques), puis chargée de mission auprès du Secrétaire général à la Défense de Matignon ; chargée des relations avec l'Otan et notamment le général Clark
- Nick Brown (1962-), professeur
- David Cunliffe (1963-), homme politique néo-zélandais et ancien ministre
- Ari Lahti (1963-), femme d'affaires finlandaise
- Julie Payette (1963-), astronaute canadienne[25],[26] et gouverneur général du Canada (septembre 2017-)[27]
- J. Nozipo Maraire (1964-), docteur, entrepreneur et écrivain zimbabwéen
- Helen Pankhurst (1964-), activiste, écrivain et blogueur
- Ulrich Meyer-Bothling, (196x-), chirurgien
- Janet Robertson (1965-), femme politique des Falkland
- Alexandra Bech Gjørv (1965-), juriste norvégienne et femme d'affaires
- Alison Donnell (1966-), professeur anglais
- Johannes Brandrup (1967-), acteur allemand
- Eluned Morgan (1967-), homme politique[28].
- Luke Harding, (1968-), journaliste politique au Guardian
- Michiel van Hulten, (1969-), homme politique néerlandais
- Saba Douglas-Hamilton (1970-), écologiste et présentateur TV[29].
- Jakob von Weizsäcker (1970-), homme politique allemand
- Caroline Webb (1971-), auteur britannique, économiste et exécutive coach
- Louise Leakey (1972-), paléontologue
- Wangechi Mutu (1972-), artiste et sculpteur
- Horatio Clare (1973-), auteur[30].
- Andreas Loewe (1973-), historien, professeur et doyen anglican de Melbourne
- Ashraf Johaardien (1974-), playwright, columnist, performer and arts manager.
- Jørgen Carling (1974-), chercheur norvégien, spécialiste des migrations internationales
- Kara Miller (1974-), écrivain, réalisateur et présentateur
- Julien Magnat (197x-), scénariste et réalisateur de film et de télévision
- Sally El Hosaini (1976-), réalisatrice et écrivaine[31].
- Hilde Hagerup (1978-), écrivain norvégienne
- Qais Al Khonji (1978-), entrepreneur d'Oman
- Devika Bhagat (1979-), scénariste indienne

## Directeurs
- Depuis 2021 - Naheed Bardai[32]
- mars 2017 - 2021[33] – Peter Howe
- janvier 2016 - mars 2017 – Gerry Holden (Gardien)
- janvier 2012 - décembre 2015 – John Walmsley
- décembre 2010 - janvier 2012 – Paul Motte (par intérim)
- 2007 - décembre 2010 – Neil Richards MBE
- 2000-2007 – Malcolm McKenzie
- 1990-2000 – Colin Jenkins
- 1982-1990 – Andrew Stuart
- 1969-1982 – David Sutcliffe
- 1962-1969 – Desmond Hoare